# يلينا سليسارينكو
يلينا فلاديميروفنا سليسارينكو (بالروسية: Елена Владимировна Слесаренко) هي متسابقة قفز عالي روسية ولدت في يوم 28 فبراير 1982 في مدينة فولغوغراد، أبرز إنجازاتها هو فوزها بالميدالية الذهبية في دورة الألعاب الأولمبية الصيفية 2004 في أثينا بعد تحقيقها لرقم 206 متر محطمة بذلك الرقم الأولمبي المسجل باسم البلغارية ستيفكا كوستادينوفا، تمكنت أيضاً من تحقيق الميدالية الذهبية في بطولة العالم لألعاب القوى داخل الصالات 2004 في بودابست وبطولة العالم لألعاب القوى داخل الصالات 2006 في موسكو والميدالية الفضية في بطولة العالم لألعاب القوى داخل الصالات 2008 في فالنسيا.

## روابط خارجية
- يلينا سليسارينكو على موقع الاتحاد الدولي لألعاب القوى (الإنجليزية)
- يلينا سليسارينكو على موقع الدوري الماسي (الإنجليزية)
- يلينا سليسارينكو على موقع اللجنة الأولمبية الدولية (الإنجليزية)
- يلينا سليسارينكو على موقع أوليمبيديا (الإنجليزية)